# Liopholis pulchra
Espèce
Synonymes
- Egernia pulchra Sternfeld, 1919
- Egernia pulchra longicauda Ford, 1963

Statut de conservation UICN

 LC  : Préoccupation mineure
Liopholis pulchra est une espèce de sauriens de la famille des Scincidae.

## Répartition
Cette espèce est endémique d'Australie.

## Description
C'est un saurien vivipare.

## Liste des sous-espèces
Selon The Reptile Database (10 octobre 2012) :
- Liopholis pulchra longicauda (Ford, 1963)
- Liopholis pulchra pulchra (Werner, 1910)

## Étymologie
Le nom spécifique pulchra vient du latin pulcher, beau, en référence à l'aspect de ce saurien.

## Publications originales
- Ford, 1963 : The distribution and variation of the skinks Egernia pulchra and E. bos in Western Australia. Western Australian Naturalist, vol. 9, no 2, p. 25-29.
- Werner, 1910 : Reptilia (Geckonidae und Scincidae). Die Fauna Südwest-Australiens, G. Fischer, Jena, vol. 2, p. 451-493 (texte intégral).